# Incontro nei cieli
Incontro nei cieli (You Came Along) è un film del 1945 diretto da John Farrow.
Il film segnò l'esordio cinematografico di Lizabeth Scott, divenuta poi celebre per le sue interpretazioni in pellicole di genere noir.